# Indická náboženství

Symboly čtyř hlavních indických náboženství:
hinduismus
buddhismus
džinismus
sikhismus

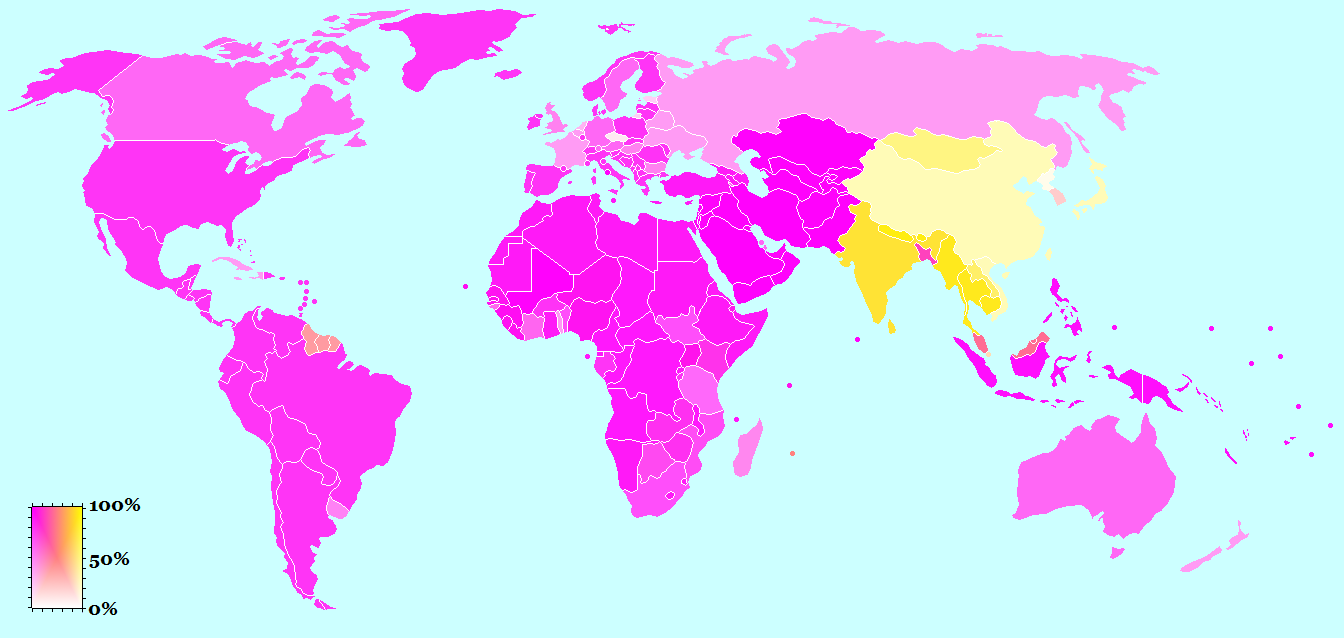
Světové rozšíření náboženství dharmických (žlutá) a abrahámovských (růžová)

Indická náboženství (také dharmická náboženství) jsou náboženství, která mají svůj původ na indickém subkontinentu. Řadí se mezi ně čtyři náboženství: hinduismus, džinismus, buddhismus a sikhismus. Někdy jsou také klasifikována jako východní náboženství. Indická náboženství jsou spojena společnou historií Indie, ale nejsou omezena jen na indický subkontinent, nýbrž jsou rozšířena po celém světě.
Existují prehistorické památky na náboženství v Indii, např. u Harappské kultury. Zdokumentovaná historie indických náboženství začíná Védským náboženstvím, které vyznávali Indoárijci. Tyto praktiky byly později sepsány do textů zvaných Védy. Toto období trvalo přibližně od 1750 př. n. l. do 500 př. n. l. a nazývá se podle nich Védské období.

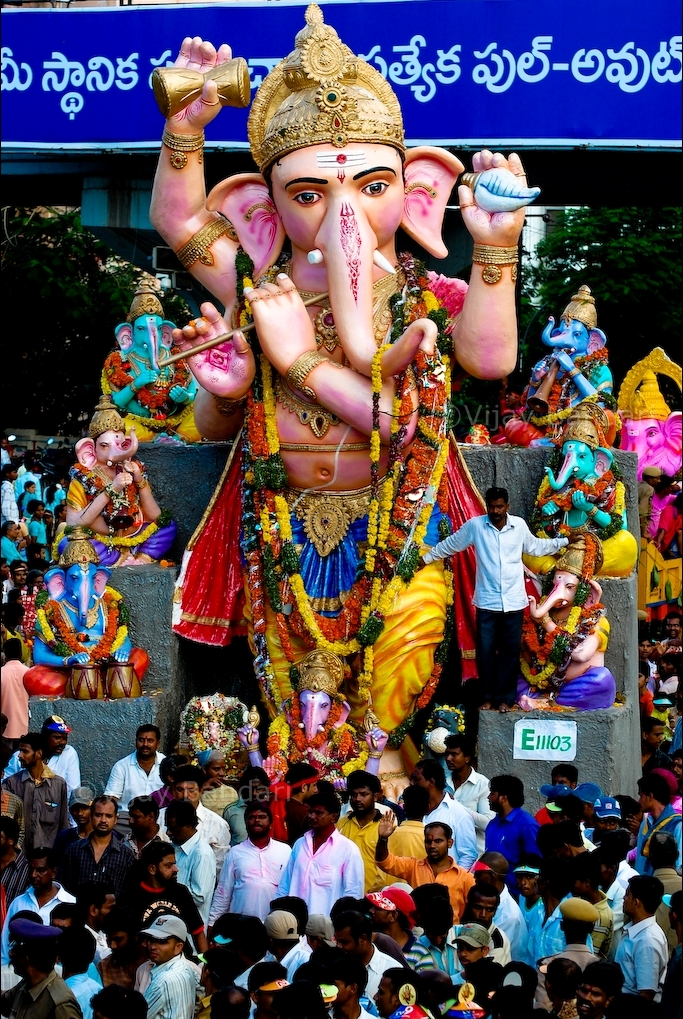
Ganéša, bůh uctívaný hinduisty, džinisty i buddhisty

Reformní období trvalo od 800 př. n. l. do 200 př. n. l. znamená přelom mezi Védským náboženstvím a hinduistickými náboženstvími. V tomto období působilo hnutí šramanů, které dalo vznik džinismu a buddhismu a vytvořilo koncepty jógy, samsáry a mókši. Vznikly také Upanišady a Védánta.
V puránském (200 př. n. l. až 500 n. l.) a středověkém období (500–1100) se rozvíjel hinduismus, vznikl bhakti, višnuismus a šivaismus.
V raně islámském období (1100-1500) vzniklo nové náboženství, sikhismus, které založil Guru Nanak. Většina jeho vyznavačů pochází z oblasti Pandžábu.
V koloniálním období vznikla nová interpretace hinduismu zvaná Neo-Védánta.